# آرثر أسبلين
آرثر أسبلين (بالفنلندية: Arthur Aspelin)‏ هو سياسي فنلندي، ولد في 2 فبراير 1868، وتوفي في 22 سبتمبر 1949. حزبياً، نشط في الحزب التقدمي الوطني (فنلندا). وقد انتخب عضو برلمان فنلندا ‏.